# 大角修
大角 修（おおかど おさむ、1949年 - ）は、日本の仏教評論家。

## 来歴
兵庫県姫路市生まれ。筆名・菊池武夫。1968年白陵高等学校卒、1973年東北大学文学部宗教学科卒業。佼成出版社勤務をへて、有限会社「地人館」代表。仏教書を中心に編集・執筆活動を展開している。

## 著書
- 『ブッダ 真理に生きた聖者』PHP研究所 1999
- 『すぐわかるお経の心 なぜ「お経」を読むのかーその意味と教え』東京美術 2001
- 『名僧の漢詩を読む』佼成出版社 2004
- 『すぐわかる日本の仏教 歴史・人物・仏教体験』東京美術 2005
- 『探検・発見わたしたちの日本 都道府県からみる日本』全2巻　谷川彰英監修 小峰書店 2005
- 『日本人の死者の書 往生要集の〈あの世〉と〈この世〉』日本放送出版協会 生活人新書 2007
- 『日本ひらがな仏教史 仏と人の心がわかる』角川書店 2009
- 『平城京全史解読 正史・続日本紀が語る意外な史実』学研新書 2009
- 『ひとりで生きる道 「大愚」良寛の生涯に学ぶ』PHP研究所 2010
- 『「宮沢賢治」の誕生 そのとき銀河鉄道の汽笛が鳴った』中央公論新社 2010
- 『イーハトーブ悪人列伝 宮沢賢治童話のおかしなやつら』勉誠出版 2011
- 『法華経の事典 信仰・歴史・文学』春秋社 2011
- 『ブッダと神々の物語 釈迦の生涯と経典の言葉』勉誠出版 2012
- 『浄土三部経と地獄・極楽の事典 信仰・歴史・文学』春秋社 2013
- 『天皇家のお葬式』講談社現代新書 2017
- 『大人のためのビジュアル古事記　エロティックで残酷な日本神話』SBビジュアル新書 2019
- 『天皇から見る日本の歴史』エイ出版社 2019
- 『日本仏教の基本経典』角川選書 2020

### 共編著・監修
- 『ブッダの誕生 インド仏跡の旅』松本栄一・菊池武夫 佼成出版社 フォト・マンダラ 1988
- 『調べてみようわたしたちの食べもの』9-10 板倉聖宣監修 菊池武夫文 菊池東太写真 小峰書店 1999
- 『総合的学習に役立つくらしと国の省庁』全12巻 江橋崇監修 島田恵司指導 菊池武夫文 小峰書店 2001
- 『ひらがなで読むお経』編著 角川oneテーマ21新書 2003、角川ソフィア文庫 2015
- 『イラストでわかるやさしい仏教』監修 成美堂出版 2006
- 『日本仏教史入門-基礎史料で読む』山折哲雄共編著 角川選書 2009
  - 増訂版・編著『基本史料でよむ日本仏教全史』角川選書 2023
- 『かんさつ名人はじめての栽培』全8巻　東京学芸大学附属小金井小学校生活科部指導 菊池東太・高橋尚紀写真 小峰書店 2012
- 『日本の仏教を築いた名僧たち』山折哲雄共編著 角川選書 2012
- 『法華経のご利益・功徳事典 "永遠の釈迦"が説いた大乗仏典の教えと霊験譚』編著 学研パブリッシング わたしの家の宗教事典選書 2012
- 『看取りの後に 葬儀・墓・供養』島内晴美共著 双葉社 2012
- 『日本のお寺と仏像の本 仏像から枯山水までお寺の伝統がすべてわかる!』学研パブリッシング 2013
- 『日本人の「地獄と極楽」 死者の書『往生要集』の世界』監修 PHP文庫 2014
- 『まんだら絵解き図鑑』小島サエキチ絵 双葉社 2015
- 『昔のくらしと道具』全6巻 大島建彦監修 小峰書店 2014
- 『新・日本の歴史』全5巻 山折哲雄監修 小峰書店 2015
- 『図解でわかる14歳からの天皇と皇室入門』山折哲雄監修 太田出版 2018

### 現代語訳
- 『「図説」法華経大全 「妙法蓮華経全二十八品」現代語訳総解説』訳・監修 学習研究社 2001
- 『聖徳太子の言葉 〈超訳〉十七条憲法』枻出版社 2011
- 『一休さんの般若心経講義』学研パブリッシング 2011
- 『阿弥陀仏と極楽浄土の物語 〈全訳〉浄土三部経』勉誠出版 2013
- 『善財童子の旅 現代語訳華厳経「入法界品」』春秋社 2014
- 『法華経 全品現代語訳』角川ソフィア文庫 2018
- 『浄土三部経　全文現代語訳』角川ソフィア文庫 2018
- 『大日経・金剛頂経　全品現代語訳』角川ソフィア文庫 2019
- 『維摩経・勝鬘経　全文現代語訳』角川ソフィア文庫 2022